# Aphelandra hirta
Aphelandra hirta é uma espécie de  planta do gênero Aphelandra e da família Acanthaceae.

## Taxonomia
A espécie foi descrita em 1975 por Dieter Carl Wasshausen.
Os seguintes sinônimos já foram catalogados:  
- Aphelandra lutea  Nees
- Lagochilium luteum  Nees
- Strobilorhachis hirta  Klotzsch

## Forma de vida
É uma espécie terrícola e subarbustiva.

## Conservação
A espécie faz parte da Lista Vermelha das espécies ameaçadas do estado do Espírito Santo, no sudeste do Brasil. A lista foi publicada em 13 de junho de 2005 por intermédio do decreto estadual nº 1.499-R.

## Distribuição
A espécie é endêmica do Brasil e encontrada nos estados brasileiros de Bahia, Espírito Santo, Minas Gerais e Rio de Janeiro.
A espécie é encontrada no domínio fitogeográfico de Mata Atlântica, em regiões com vegetação de floresta ombrófila pluvial.